# NGC 170
NGC 170 (również PGC 2195) – galaktyka soczewkowata (E-S0), znajdująca się w gwiazdozbiorze Wieloryba. Odkrył ją Albert Marth 3 listopada 1863 roku.